# Mamadou Tew
Mamadou Tew (Yarakh, Senegal francés; 27 de noviembre de 1959 – Dakar, Senegal; 31 de agosto de 2019) fue un futbolista de Senegal que jugó en la posición de lateral derecho.

## Carrera

### Club
| Periodo   | Club               |
| --------- | ------------------ |
| 1979-1984 | Casa Sports        |
| 1984-1990 | Club Brugge KV     |
| 1990-1992 | Royal Charleroi SC |
| 1992      | Casa Sports        |

### Selección nacional
Jugó para Senegal en 82 ocasiones de 1984 a 1992 y participó en tres ediciones de la Copa Africana de Naciones.

## Logros
- Primera División de Bélgica (2): 1988, 1990
- Copa de Bélgica (1): 1986
- Copa de Senegal (1): 1979
- Supercopa de Bélgica (3): 1986, 1988, 1990